# Hoya kuhlii
Hoya kuhlii är en oleanderväxtart som beskrevs av Sijfert Hendrik Koorders. Hoya kuhlii ingår i släktet Hoya och familjen oleanderväxter. Inga underarter finns listade i Catalogue of Life.